# 岡田万里奈
岡田 万里奈（おかだ まりな、1993年7月24日 - ）は、日本の釣り人、YouTuber。元歌手で、ガールズバンド LoVendoЯ（ラベンダー）のボーカルとして活動していた。愛称はおかまり（釣り人のときはオカマリとも表記）。ソロ歌手としての別名義はMALINA。
東京都出身。血液型AB型。身長167 cm。夫は俳優の外山将平。LoVendoЯ時代はアップフロントクリエイトに所属していた。

## 略歴
2012年
- 8月1日、「田中れいなとバンドやりたい女子メンバー大募集!」の再募集が告知され[7]、おばの勧めで応募して合格。
- 11月18日、モーニング娘。のコンサートでバンドメンバーとして発表、お披露目された[注 3][8]。

2013年
- 3月2日、『ミュージックフェスタ Vol.0』（横浜BLITZ）にLoVendoЯとして出演[9]（ステージデビュー）。
- 3月15日、『LoVendoЯオフィシャルブログ』が開設。翌日から更新開始。
- 6月1日、田中れいなのファンクラブ移籍に伴い、LoVendoЯとしてM-line clubに加入[10]。
- 10月1日、所属事務所をアップフロントプロモーションからアップフロントクリエイトへ移籍。
- 11月2日、釣り情報バラエティ『ツリラブ』（#4）にゲストとして初出演[11]（初の釣り番組）。

2014年
- 6月7日 - 15日、音楽情報番組『うたなび!』（#323）に釣り企画で不定期出演開始[注 4][12][13]。

2015年
- 1月20日、釣り情報バラエティ『ツリラブ』（#32）に新MCとしてレギュラー出演開始[14][15]。
- 7月1日、LoVendoЯの1stシングル『いいんじゃない?/普通の私 ガンバレ!』が発売（メジャーデビュー）。
- 7月25日、初めて作詞した曲「渚のシチュエーション」と「カレーライス」をLoVendoЯライブツアー初日に初披露[16]。
- 12月14日、LoVendoЯとして『第48回日本有線大賞』に出演、新人賞を受賞[17]。

2016年
- 2月24日、LoVendoЯの2ndシングル『宝物/イツワリ』が発売。自身の作詞した曲が初収録[注 5]。
- 3月5日 - 4月9日、ラベビタEXとして『ラベビタEX ライブツアー 2016春』（4会場6公演）に出演[18][19]。
- 6月29日、TBSラジオで『LoVendoЯのLV-Я』の週替わり担当回「LoVendoЯ岡田万里奈の『がっ釣りトーク』」が放送開始[20]。
- 8月12日、日刊スポーツで「LoVendoЯ岡田万里奈 オカマリの雨のち晴れいっつも釣り!!」が連載開始（月1回掲載）[21]。
- 9月29日、釣り番組『フィッシング倶楽部』（vol.340）に初出演[22]、不定期出演開始（2020年9月24日放送の最終回まで続く[23]）。
- 11月23日、初めて作詞・作曲した曲「出発（たびだち）の鐘」を『SATOYAMA & SATOUMI 音楽祭2016 in 三浦』で初披露[24]。
- 12月1日、Instagram (@lovendor_okamari) を開始[25]。

2017年
- 1月28日、初のソロイベント『岡田万里奈FCイベント〜おかまりのとこに、あつまりな!〜』を開催[26]。
- 3月6日、WEAR (@wearokamari) を開始。
- 4月21日、おかまりんとして『おかまりんアコースティックライブ』（中目黒ビオキッチンスタジオ）を初開催。
- 9月6日、LoVendoЯのミニアルバム『Яe:Start』が発売。自身の作詞・作曲した曲が初収録[注 6]。

2018年
- 8月27日、MALINA（当初はMARINA）名義で自作のソロ楽曲「一糸つれないの唄」と「ストレンジ フラワー」を配信開始[27][28]。
- 9月22日、釣りビジョンの釣り番組『つりステ釣会議』（#3）に初出演、コメンテーターとして不定期出演開始[29]。

2019年
- 2月27日、釣りに関する仕事に専念するため、3月末日をもってLoVendoЯを卒業し、同時にアップフロントクリエイトとの専属マネージメント契約も終了することを発表[30][31]。
- 3月29日、『岡田万里奈卒業Live 宝物 〜本当にありがとうございました〜』（KIWA TENNOZ）を開催[32][33]。
- 3月30日、矢島舞美・中島早貴・高木紗友希（Juice=Juice）・岡田万里奈（LoVendoЯ）・岸本ゆめの（つばきファクトリー）による楽曲「恋する!さかなヘン」を配信開始。当日開催された『遊ぶ。暮らす。育てる。SATOYAMA & SATOUMIへ行こう 2019』の「フィッシング倶楽部」スペシャルステージにて矢島舞美・中島早貴・岡田万里奈の3人で初披露[34]。このイベントがアップフロントでの最後の仕事となった。
- 3月31日、LoVendoЯを卒業[35]。在籍期間は約6年4か月。
- 6月28日、釣りビジョンの釣り番組『釣りうぇ〜ぶ』（#12）に初出演、新コーナー「おかまりのしまっていこうぜ!」を開始（不定期出演）[36]。

2020年
- 7月24日、27歳の誕生日にYouTubeチャンネルを開設[37]。
- 10月2日、不定期出演していた『釣りうぇ〜ぶ』（#69）に英玲奈の産休期間の代役MCとして2021年3月26日（#89）まで半年間出演[38][39]。

2021年
- 2月6日、YouTubeチャンネルを『おかまりのTSURI100』から『okamari vlog』へ改装[40]（後に『okamari channel』そして『おかまりチャンネル』へ改称）。
- 4月1日、Twitter (@okamari_tw) を開始[41]。
- 10月8日、釣りビジョン『釣りうぇ〜ぶ』（#114）のMCに就任。2024年3月22日放送の最終回（#226）まで務めた。

2024年
- 5月1日、釣り仲間の俳優・外山将平と結婚し、第1子を妊娠したことを発表[6][42][43]。
- 9月6日、第1子となる男児を出産したことを報告[44][45][46]。

## 人物
- 一人っ子。兄弟あるあるトークについていけないので、兄弟の話題のときはどんなときよりも静かになる[47]。
- 趣味は釣りで、フライ・フィッシングの愛好家[3]。LoVendoЯ時代から釣り人としても活動していて、個人では釣り関係の仕事が多かった。
- 小学校から大学まで約10年間バスケットボール部にレギュラーとして所属し[48]、中学・高校では部長を務めた[49]。ポジションはセンターかつスリーポイントシューター[48][50]。その上で得意なスポーツとして挙げているのはバレーボール[51]。
- 家にいるときはテレビをつけない。何かを聞きながらでは勉強することができない。無音で過ごす[52]。

### 嗜好
- 好きなお菓子はマカダミアチョコレートとねるねるねるね[51]とヤンヤンつけボー。
- 好きなケーキはモンブラン（抹茶モンブラン）[53]。
- 石原さとみの顔に憧れている[51]。石原さとみ風メイクに挑戦したり[54]、髪色をまねしたりしている。
- アイドルをやってみるなら? もしもモーニング娘。だったら? と聞かれて希望するイメージカラーは、目立つ色ということで金色[55][51]。実際、LoVendoЯでは黄色の衣装を着ていたこともある。

### 音楽
- 好きなアーティストはレディー・ガガ[8]、アヴリル・ラヴィーン。
- 尊敬するアーティスト、ボーカリストは絢香[56]、土屋アンナ。
- 初めて買ったCDはモーニング娘。の「Mr.Moonlight 〜愛のビッグバンド〜」[57]。この曲で男装をしていた吉澤ひとみが好きで、今でも容姿や性格に憧れている[55]。
- 小さいころから歌うことが大好きで、高校卒業後、歌手になりたいことを公言したことで友人や親戚からオーディションを紹介されるようになり、カラオケ大会に出たり複数のオーディションを受けていたところ、オーディション「田中れいなとバンドやりたい女子メンバー大募集!」の再募集[7]の告知[58]があり、それを見たおばから勧められて受けることにした。同時進行していたほかのオーディションは途中辞退した[59]。

### 釣り
- 子供のころからフライ・フィッシングに親しみ、父親に連れられて家族で釣りをしてきた[3]。
- Instagramのプロフィールでは「バンドでボーカルをしている釣り人」を自称していた（2016年12月 - 2017年4月）[60]。
- 釣り関係の初仕事は、2013年10月14日から3夜連続で放送されたTBSラジオ『ミュージックナビ〜昨日と今日との交差点〜』のコーナー企画「第1回 深夜のFishing祭り」へのゲスト出演[61]。このとき、永浜いりあ、つりビットの竹内夏紀と初共演。
- 釣り情報バラエティ『ツリラブ』のMCをガレッジセールの川田広樹とともに2015年1月20日（#32）から2017年5月16日（#89）まで務め、つりビットのメンバーと共演していた[14][15]。2013年11月2日（#4）、この番組に自作の毛針を持参してゲスト出演した[11]のが釣り番組への初出演で、2014年4月19日（#15）・9月20日（#25）にもゲスト出演したあと、2015年からレギュラーになった。本人はこの番組が釣りの仕事をするきっかけになったと振り返っている[62]。
- TBSラジオ『LoVendoЯのLV-Я（レベル・アール）』の週替わり担当回「LoVendoЯ岡田万里奈の『がっ釣りトーク』」では、リスナーから送られてきたポエムを魚の目線で紹介する「魚（うお）ポエム」というミニコーナーをやっていた[63]。
- 日刊スポーツの釣り面レギュラーになり[1]、2016年8月12日から「LoVendoЯ岡田万里奈 オカマリの雨のち晴れいっつも釣り!!」を連載（月1回掲載）している[21]。日刊スポーツの釣り面には2015年3月17日に初登場し[64]、2016年2月9日[65]からは毎月のように登場していた。日刊スポーツの記事ではずっとカタカナのオカマリ表記で、これがひらがな（おかまり）とカタカナ（オカマリ）の表記を使い分ける[1]きっかけとなった。
- アップフロント釣り部キャプテンを務め、アップフロント釣り部部長の吉川友とSATOYAMA movementの活動や日刊スポーツの企画で釣りロケに行っていた[66]。
- 音楽情報番組『うたなび!』では、2014年春（#323）から釣り企画（釣りロケ）に参加するようになり[12][13]、2016年秋からうたなび!釣り部部長を自称するようになった[67]。
- 釣り番組『フィッシング倶楽部』には、初出演した2016年9月（vol.340）[22]から2020年9月の最終回（vol.548）[23]まで、毎月（多いときは毎週）のように出演していた。2017年3月25日に『遊ぶ。暮らす。育てる。SATOYAMA & SATOUMIへ行こう 2017』で行われた公開収録トークショーではMCを務めた[68]。
- プライベートで釣りをしていたときに取材を受け、後日、「大さん橋の岸壁でアジを釣り上げて喜ぶ女性＝2016年10月、横浜市中区」というキャプションでカナロコ（神奈川新聞ニュース）に写真が掲載されたことがある[69]。この記事はYahoo!ニュースにも配信された[70]が、あくまでも一般女性の扱いで名前がどこにも書かれていなかったため、本人は相当悔しがった[71]。一方、それを見たもふおこと宮澤茉凜は「シーバスを釣り上げて喜ぶ女性」というキャプションで岡田の画像を固定ツイートして自分のTwitter画面のトップに表示されるようにした[72]。
- 2017年6月、二級小型船舶操縦士免許（ボート免許）を取得[73]。
- 2017年11月26日、「東京湾タチウオバトル」で126cmのタチウオを釣り上げて優勝[74][75]。
- 釣りビジョンの釣り番組『つりステ釣会議』にコメンテーターとして2018年9月22日（#3）[29]から2019年3月16日（#16）まで不定期（月1回）出演。
- 2018年11月21日、アウトドア情報アプリ「sotoshiru」の初代ソトシルアンバサダー（釣りカテゴリー）に就任[76]。
- 2019年6月28日、釣りビジョンの釣り番組『釣りうぇ〜ぶ』で新コーナー「おかまりのしまっていこうぜ!」を開始（不定期出演）[36]。2020年10月2日から2021年3月26日までは英玲奈の産休期間の代役MCを務めた[38][39]。同年10月8日より英玲奈に代わって正式にMCに就任。2024年3月22日の最終回まで務めた。
- 2020年7月24日、“一緒に釣りに行ったりできる友達をたくさん作りたくて”、YouTubeチャンネルを開設[37]。2021年2月6日、自分自身で撮影・編集するチャンネル『okamari vlog』へ改装[40]（後に『okamari channel』そして『おかまりチャンネル』へ改称）。

## 作品

### 楽曲
- 洗脳（2015年、作詞・作曲：中島卓偉）[注 7]
- 出発（たびだち）の鐘（2017年、作詞・作曲：岡田万里奈、編曲：河合英嗣）[注 8]

### 配信楽曲
- 一糸つれないの唄（2018年8月27日、UP-FRONT WORKS） - UFDL-1406[77]
  - 歌：MALINA、作詞・作曲：MALINA、編曲：Jan Unit、時間：4分29秒
  - おかまりんの楽曲「つれないの唄」をMALINA名義で改作した曲。
- ストレンジ フラワー（2018年8月27日、UP-FRONT WORKS） - UFDL-1407[78]
  - 歌：MALINA、作詞・作曲：MALINA、編曲：Jan Unit、時間：5分19秒
  - おかまりんの楽曲「アタシだけ見て」をMALINA名義で改作した曲。
- 恋する!さかなヘン（2019年3月30日、UP-FRONT WORKS） - UFDL-1426[79]
  - 歌：矢島舞美・中島早貴・高木紗友希（Juice=Juice）・岡田万里奈（LoVendoЯ）・岸本ゆめの（つばきファクトリー）、作詞：桑原永江、作曲・編曲：松浦雄太、時間：3分37秒

## 出演

### テレビ
- 坂崎幸之助のお台場フォーク村10周年 第36夜 帰ってきたともえちゃんフォークジャンボリー（初回放送 2013年8月8日、フジテレビNEXT） - モーニング娘。OG（安倍なつみ・保田圭・田中れいな）とともに生出演（たまにリピート放送あり）[80][81]
- うたなび!（#323・#339・#340・#352・#396・#397・#414・#436・#453・#466、2014年6月7日 - 2017年3月6日、日音制作） - 釣り企画に不定期出演[注 4][12][13]
- フィッシング倶楽部（vol.340 - vol.548、2016年9月29日[22] - 2020年9月27日[23]、テレ玉ほか） - 不定期レギュラー
- タレントフィッシングカップ 2時間版（2016年12月11日、テレ朝チャンネル2） / 1時間版（2017年1月17日、BS朝日）
- タレントフィッシングカップ2017 ライバル頂上決戦!（2017年12月10日、テレ朝チャンネル2）
- 最強!釣りバカ対決!!
  - 照英・児島玲子の最強!釣りバカ対決!! 第12回「茨城・常磐沖でジギング!疑似餌でイナダを狙え!!」（2018年2月4日、BS日テレ）
  - 照英・児島玲子の最強!釣りバカ対決!! 新春2時間スペシャル釣りバカトライアスロン!（2019年1月6日、BS日テレ）
  - 照英・児島玲子の最強!釣りバカ対決!! 第76回「金沢八景 ドラゴン級タチウオを狙え!」（2019年9月26日、BS日テレ）
  - 照英・秋丸美帆の最強!釣りバカ対決!! 第6回「シーズン到来! 東京湾でマダコ!」（2020年7月2日、BS日テレ）
- つりステ釣会議（#3・#7・#10・#15・#19・#23・#26、2018年9月22日 - 2019年3月16日、釣りビジョン） - 不定期レギュラー（月1回出演）
- 釣りうぇ〜ぶ（#12 - #226、2019年6月28日 - 2024年3月22日、釣りビジョン）
  - 不定期レギュラー（#12・#16・#23・#30・#36・#43・#48・#58・#65・#90・#97・#100、2019年6月28日 - 2020年9月25日・2021年4月2日 - 6月18日）[36][39]
  - 代役MC（#66 - #89、2020年10月2日 - 2021年3月26日）[38][39]
  - MC（#114 - #226、2021年10月8日 - 2024年3月22日）
- つりメガミ6 オカッパリを駆けるソルトルアー釣りガール・おかまり降臨!（2019年11月1日、釣りビジョン）

### ラジオ
- ミュージックナビ〜昨日と今日との交差点〜「第1回 深夜のFishing祭り」（#1 - #3、2013年10月14日 - 16日、TBSラジオ系列）[61]
- Daily Cafe（2014年6月23日、fmいずみ） - 生出演
- GOGOMONZ（2015年3月26日、NACK5） - アシスタントMC（3時台・4時台）[82]、生出演
- ザ・トップ5（2016年1月28日、TBSラジオ系列）[83]
- 松原健之・みやさと奏の音茶メロらじお（2016年6月11日・18日、南海放送 / 12日・19日、IBCラジオ・SBSラジオ）
- LoVendoЯのLV-Я「LoVendoЯ岡田万里奈の『がっ釣りトーク』」（2016年6月29日 - 2018年3月14日、TBSラジオ系列）[20]
2016年6月8日以降は週替わり担当制（当初は番組前半を1人で担当、9月28日以降は全編1人で担当、全員集合回もあり）[84]

### ネット
- ツリラブ（#32 - #89、2015年1月20日 - 2017年5月16日、目黒FM・ニコニコ生放送・FRESH!・Ustream・YouTube） - レギュラーMC、生出演
  - ゲスト出演：#4（2013年11月2日）[11]、#15（2014年4月19日）[85]、#25（2014年9月20日）[86]
  - 目黒FM「第1回ツリラブ杯 釣りアイドル対決!」（2014年9月24日、YouTube） - 9月20日放送分（#25）のロケ企画
  - 目黒FM「第3回ツリラブ杯 釣り対決!」（2015年4月7日、YouTube） - 同日放送分（#38）のロケ企画
  - 岡田万里奈、吉川友 第3回なめがたワカサギ釣り大会（2016年1月20日、YouTube） - 同日放送分（#56）のロケ企画
- MUSIC+（#48 - #88、2015年4月10日 - 2016年1月22日、YouTube） - レギュラーMC（松原健之・長谷川萌美と担当）[87]
- アプカミ（#1 - #61、2016年1月29日 - 2017年3月31日、YouTube） - レギュラーMC（松原健之・長谷川萌美と担当）
  - アプカミ #62「岡田万里奈（LoVendoЯ）の、今はまっていることは…毛針作り、セルフネイル」（2017年4月14日）
  - アプカミ #70（2017年6月9日） - 小野瑞歩（つばきファクトリー）とともに週替わりMCを担当
  - アプカミ #82（2017年9月1日） - 譜久村聖（モーニング娘。'17）とともに週替わりMCを担当
  - アプカミ #93（2017年11月17日） - 佐々木莉佳子（アンジュルム）とともに週替わりMCを担当
  - アプカミ #100（2018年1月12日） - 和田彩花（アンジュルム）とともに週替わりMCを担当
  - アプカミ #126（2018年7月13日） - 小片リサ（つばきファクトリー）とともに週替わりMCを担当
- SATOYAMA & SATOUMIへ行こう 関連動画
  - 岡田万里奈（LoVendoЯ）東京の里海 東京湾で釣って食べて! 前編・後編（2015年3月17日・23日、YouTube）[注 9]
  - アオリイカの住み家・アマモを知る イカ釣り編・アマモ種植え編（2015年11月24日、YouTube）[注 10]
  - アップフロント釣り部〜東京湾のアマモを増やせば潮干狩りができる〜（2016年3月18日、YouTube）[注 11]
  - 岡田万里奈（LoVendoЯ）・Bitter & Sweetがプチ移住初体験! Vol.1・Vol.2・Vol.3・Vol.4・Vol.5・Vol.6・Vol.7・Vol.8・Vol.9（2016年12月7日・2017年1月3日・27日・30日、YouTube）[注 12]
  - 矢島・岡田・二瓶の菜の花収穫!（2017年3月17日、YouTube）[注 13]
- 吉川友のShowroomで配信してみっか! #43（2015年2月23日、SHOWROOM） - 生出演
- おかまりの釣りライブ（#1 - #4[注 14]、2015年4月20日 - 6月12日、BITE[注 15] / 2017年4月26日、テレ朝動画）
- タコじゃらしで狙う!船タコエギング入門in東京湾（2016年10月20日、YouTube）
- ANA釣り倶楽部 熊本県・天草の釣り旅（2016年11月21日、ANA釣り倶楽部）
- 10minCH（テンミニチャンネル） #24 東京湾タチウオバトル 前編・#25 後編（2017年12月11日・18日、YouTube）
- アップフロント釣り部 〜釣り＆お魚燻製体験!〜（2018年1月15日、YouTube）
- つり丸×日刊スポーツ「アジ釣り女子会」 釣り方編・料理編・本番編（2019年9月8日・13日・10月8日、YouTube）
- タコボウズ寺沢チャンネル「しぶとい女釣り師!!オカマリ」
  - オカマリが釣った魚を中華料理長が料理し美食会で振る舞う!!【メルパルク横浜】（2020年3月4日、YouTube）
  - 寝起き体調不良のオカマリがタチウオで奇跡を起こす!!【新安浦・長谷川丸】（2020年3月9日、YouTube）
  - オカマリ流血!!カサゴ狙って○○○にかまれる!?【新安浦・長谷川丸】（2020年3月15日、YouTube）
  - “オカマリ”みぞれ&ヒョウに負けずブラックバスに挑む【山梨・西湖】（2020年4月7日、YouTube）

### 連載
- LoVendoЯ岡田万里奈 オカマリの雨のち晴れいっつも釣り!!（2016年8月12日 - 、日刊スポーツ）[21]
- おかまりの釣りライブ（2015年6月号[88]・7月号[89]、2015年4月21日・5月21日、ルアーマガジン・ソルト）

### 雑誌・ムック
- FlyFisher 2016年8月号「バンドガールとフライフィッシング。」（2016年6月22日、つり人社）[90]
- なるほど!THEワカサギ大全2016-2017「秋のドーム船を大満喫!」（2016年10月17日、つり人社）[91] - ISBN 978-4-86447-435-1
- ルアーパラダイス九州 No.15 2016年晩秋号（別冊つり人 Vol.432）「みっぴの『ちかっぱ釣れとう?』」（2016年11月15日、つり人社）[92] - ISBN 978-4-86447-437-5
- つり人 2017年4月号「岡田万里奈さん父娘インタビュー 釣り好き娘の育て方」（2017年2月25日、つり人社）[93][3]
- FlyFisher 2017年6月号「都会の春のナイトゲーム 東京湾/横浜港」（2017年4月22日、つり人社）[94]
- 月刊ダイバー 2017年8月号 No.434「3日で取れる!ボート免許で船長デビュー♪」（2017年7月10日、ダイバー）

### ライブ・イベント
- 坂崎幸之助のお台場フォーク村10周年 第36夜 帰ってきたともえちゃんフォークジャンボリー（2013年8月8日、国立代々木競技場第一体育館）[81] - 安倍なつみ・保田圭・田中れいなと出演
- HIDE&かおりん 小林家合同Birthday LIVE〜B型魂ステキです vol.5 「5周年は5日前でGo-GoGo-!!」（2014年1月13日、大塚Hearts+）
- 岡田万里奈FCイベント〜おかまりのとこに、あつまりな!〜（2017年1月28日、パシフィックヘブン）[26] - ゲスト：宮澤茉凜
- 宮澤茉凜FCイベント〜闇の新年会〜（2017年1月28日、パシフィックヘブン）[26] - ゲスト
- Bitter & Sweet MOEMI HASEGAWA Birthday Live 2017 〜萌ゆる花束をあなたに〜（2017年4月1日、aube shibuya） - ゲスト
- Cute Girls Live 2017 スピンオフ企画 〜Band and Vocal Session!! 聖なるGirlsのCOVER NIGHT!!〜（2017年12月24日、下北沢MOSAiC）
- 宮澤茉凜バースデーイベント〜闇の生誕祭〜（2018年4月7日、パシフィックヘブン、2公演）[95] - 司会
- 岡田万里奈FCイベント〜おかまりんとこに、あつまりな!〜vol.2（2018年7月21日、パシフィックヘブン、2公演）[96] - ゲスト：宮澤茉凜
- 矢島舞美 Solo LIVE 2018〜やじまんず大集合!〜（2018年10月6日、THE BOTTOM LINE、昼夜2公演 / 8日、品川インターシティーホール、昼夜2公演 / 11日、マイナビBLITZ赤坂 / 14日、umeda TRAD、昼夜2公演）[97] - コーラス
- 上々軍団 7/25発売 デビューシングル『仲間』発売記念、追加!!トークライブ&特典会（2018年10月25日、HMV横浜ワールドポーターズ）[98] - 仲間ゲスト
- 東京コミコン2018「アメコミリーグ presents アメコミ・トークショー」（2018年12月2日、幕張メッセ BANZAIステージ）
- 宮澤茉凜ソロライブ〜奏〜（2019年2月24日、パシフィックヘブン、2公演）[99] - ゲスト
- 岡田万里奈卒業Live 宝物 〜本当にありがとうございました〜（2019年3月29日、KIWA TENNOZ）[32][33]
- 遊ぶ。暮らす。育てる。SATOYAMA & SATOUMIへ行こう 2019（2019年3月30日、幕張メッセ 国際展示場2・3ホール）
- 宮澤茉凜ラストライブ 深淵の帰還 〜全ての人に感謝を込めて〜（2019年7月30日、渋谷TAKE OFF 7）[100] - ゲスト
- 田中れいな単独公演 れーな100%!〜天空のフェスティバル〜（2024年4月3日、新宿BLAZE、最終公演） - シークレットゲスト[101][102]

### 釣りイベント
- 第3回なめがたワカサギ釣り大会in霞ヶ浦（2016年1月9日、茨城県行方市霞ヶ浦） - 吉川友と出演（トークイベント開催）
- ジャパンフィッシングショー2017（2017年1月20日 - 22日、パシフィコ横浜 展示ホール）
- フィッシングショーOSAKA 2017（2017年2月4日・5日、インテックス大阪）
- 目黒FM「ツリラブ」チャンピオンズカップ&トークショー&釣りクイズ（2017年2月12日、としまえんフィッシングエリア）[103]
- 東京湾大感謝祭2017「横浜フィッシングフェスティバル・釣り大会・哀川翔カップ」（2017年10月21日、横浜赤レンガ倉庫広場ステージ）[104]
- ジャパンフィッシングショー2018（2018年1月19日 - 21日、パシフィコ横浜 展示ホール）
- フィッシングショーOSAKA 2018（2018年2月3日・4日、インテックス大阪）
- 西日本釣り博2018（2018年3月17日・18日、西日本総合展示場 本館・新館）
- みうら・みさき 海の駅フェスタ2018 船上釣り教室（2018年7月16日、三崎フィッシャリーナ・ウォーフ うらり）[105]
- 東京湾大感謝祭2018「LIVE 岡田万里奈（LoVendoЯ）」（2018年10月21日、横浜赤レンガ倉庫広場ステージ）[106]
- 川場フィッシングプラザ 岡田万里奈ちゃんと楽しく美味しいBBQ&エサ釣り体験（2018年10月27日、川場フィッシングプラザ）[107]
- 川場フィッシングプラザ 秋の大イベント（2018年10月28日、川場フィッシングプラザ）[108]
- ジャパンフィッシングショー2019（2019年1月18日 - 20日、パシフィコ横浜 展示ホール）
- フィッシングショーOSAKA 2019（2019年2月2日・3日、インテックス大阪）
- みうら・みさき 海の駅フェスタ2019 船上釣り教室（2019年7月15日、三崎フィッシャリーナ・ウォーフ うらり）[109]
- ワカサギ王座決定戦2019 第2戦（2019年10月16日、山中湖 つちやボート 観翆丸）[110]
- 釣りガール岡田万里奈とアジ釣り&バーベキューを楽しもう!!（2019年11月10日、金沢八景 太田屋、主催：日刊スポーツ）[111][112][注 16]
- 釣りフェスティバル 2020 in Yokohama（2020年1月17日 - 19日、パシフィコ横浜 展示ホール）
- フィッシングショーOSAKA 2020（2020年2月8日・9日、インテックス大阪）